# Кастелно д'Арбје
Кастелно д'Арбје (фр. Castelnau-d'Arbieu) насеље је и општина у јужној Француској у региону Миди Пирене, у департману Жерс која припада префектури Кондом.
По подацима из 2011. године у општини је живело 207 становника, а густина насељености је износила 12,67 становника/km². Општина се простире на површини од 16,34 km². Налази се на средњој надморској висини од 209 метара (максималној 231 m, а минималној 79 m).

## Демографија
| 1962. | 1968. | 1975. | 1982. | 1990. | 1999. | 2011. |
| ----- | ----- | ----- | ----- | ----- | ----- | ----- |
| 253   | 270   | 220   | 204   | 188   | 187   | 207   |

График промене броја становника у току последњих година